# Sauna
Sauna är en finsk skräckfilm från 2008 i regi av Antti-Jussi Annila.

## Handling
Filmen börjar som ett historiskt äventyr och slutar som en psykologisk thriller, hela tiden framställd som en utdragen mardröm. Huvudpersoner är kartritare under äldre vasatiden som efter ett slag mot Ryssland ska rita om bortre gränsen efter nordiska tjugofemårskriget och freden i Teusina. Namnet kommer av att huvudpersonerna (efter mystiska förvecklingar i vildmarken) hittar en by som inte finns med på kartan, där en gammal kristen sekt huserar, och där finns en bastu (Sauna på finska) som ligger mitt i ett träsk och som gör människor galna.

## Medverkande
- Ville Virtanen
- Viktor Klimenko
- Dick Idman
- Kati Outinen